# Корчеватка (Житковичский район)
Корчеватка (бел. Карчаватка) — деревня в Ленинском сельсовете Житковичского района Гомельской области Белоруссии.
Кругом лес.

## География

### Расположение
В 53 км на северо-запад от Житковичей, 25 км от железнодорожной станции Микашевичи (на линии Лунинец — Калинковичи), 186 км от Гомеля.

## Транспортная сеть
Транспортные связи по просёлочной, затем автомобильной дороге Микашевичи — Слуцк. Планировка состоит из прямолинейной улицы, ориентированной с юго-запада на северо-восток, к которой под прямым углом на востоке присоединяется короткая прямолинейная улица. Застройка деревянная, усадебного типа.

## История
Основана в начале XX века переселенцами из соседних деревень. Согласно Рижскому договору с 18 марта 1921 года в составе Польши. С сентября 1939 года в составе БССР. Согласно переписи 1959 года в совхозе «Ленинский» (центр — деревня Ленин).

## Население

### Численность
- 2004 год — 24 хозяйства, 48 жителей.

### Динамика
- 1959 год — 118 жителей (согласно переписи).
- 2004 год — 24 хозяйства, 48 жителей.